# Sebastes carnatus
Sebastes carnatus is een straalvinnige vis uit het geslacht Sebastes, orde schorpioenvisachtigen (Scorpaeniformes), die voorkomt in het noordoosten en het oosten van de Grote Oceaan.

## Anatomie
Sebastes carnatus kan een lengte bereiken van 39 cm en kan maximaal 30 jaar oud worden. De ruggengraat van de vis bevat 26 wervels. De soort heeft één rugvin met 13 stekels en 12-14 vinstralen en één aarsvin met drie stekels en vijf vinstralen. 

## Leefwijze
Sebastes carnatus is een zoutwatervis die voorkomt in een subtropisch klimaat.  De soort is voornamelijk te vinden in zeeën en wateren op een harde ondergrond. De diepte waarop de soort voorkomt is maximaal 55 m onder het wateroppervlak. 
Het dieet van de vis bestaat hoofdzakelijk uit dierlijk voedsel, waarmee het zich voedt door te jagen op macrofauna en vis.
De soort staat niet op de Rode Lijst van de IUCN.